# La vestale
La Vestale (La vestal) es una ópera compuesta por Gaspare Spontini con un libreto en francés de Etienne de Jouy. Fue estrenada en la Ópera de París el 15 de diciembre de 1807, y está considerada como la obra maestra de Spontini. Luego se presentó en Viena en 1810 en versión alemana, y en versión italiana en Nápoles el 8 de septiembre de 1811. A España llegó en 1817, representándose en Madrid, traducida al español. Luego no se volvió a representar hasta 1910, en el Gran Teatro del Liceo de Barcelona, en italiano. Se estrenó en el Teatro Colón de Buenos Aires en 1910 con Esther Mazzoleni.
El estilo musical muestra la influencia de Gluck e influyó en la obra de Berlioz, Wagner y la Grand Opera francesa.
Aunque fue muy celebrada en su época, actualmente es poco representada. Dos de sus arias, «Tu che invoco» y «O Nume tutelar», son mucho más conocidas que la ópera íntegra, y se cantan habitualmente en italiano.
En 1954, Maria Callas abrió la temporada de La Scala con esta ópera dirigida por Antonino Votto, acompañada de Franco Corelli y Ebe Stignani, marcando la primera colaboración de la soprano con el director de cine Luchino Visconti. La ópera fue repuesta en 1969 en Palermo con Leyla Gencer dirigida por Fernando Previtali. De ambas representaciones existen registros completos tomados en vivo.

## Personajes
Está ambientada en la Roma del año 269 a. C.
| Personajes                | Tesitura     | Elenco del estreno 15 de diciembre de 1807 (Director: Jean-Baptiste Rey) |
| ------------------------- | ------------ | ------------------------------------------------------------------------ |
| Licinio, general romano   | tenor        | Étienne Lainez                                                           |
| Cinna, jefe de una legión | tenor        | François Lay o Lays                                                      |
| Sumo Sacerdote            | bajo         | Henri Étienne Dérivis                                                    |
| Julia, joven vestal       | soprano      | Alexandrine-Caroline Branchu                                             |
| La Gran Vestal            | mezzosoprano | Marie-Thérèse Maillard                                                   |
| Jefe de los Arúspices     | bajo         | Duparc                                                                   |
| Un cónsul                 |              |                                                                          |

## Discografía

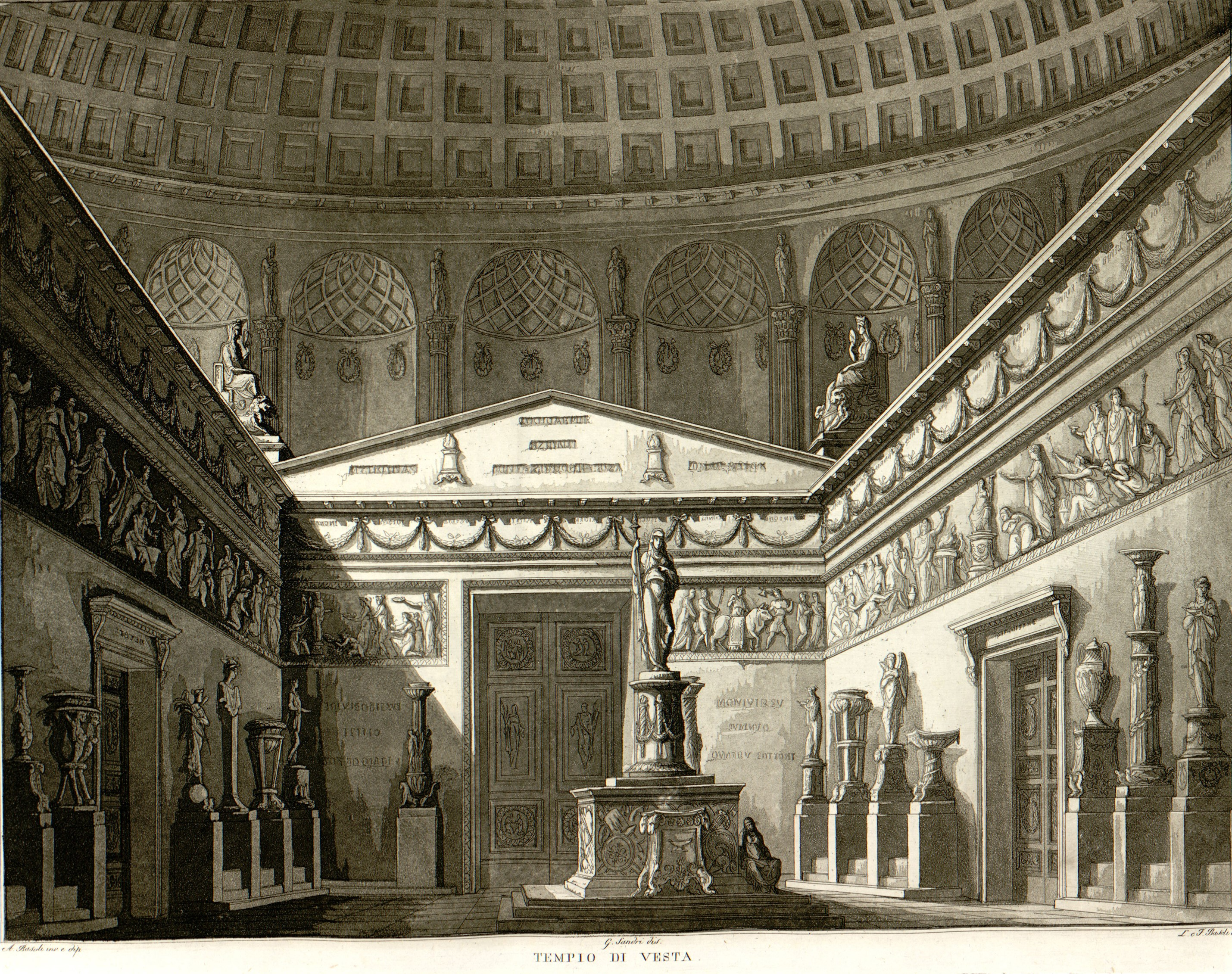
Boceto de la escenografía de Antonio Basoli

Esta es una lista de grabaciones de La Vestale.
| Año  | Elenco (Giulia, La Gran Vestal, Licinio, Cinna, Sumo Sacerdote)                                                     | Director, Teatro de ópera y orquesta | Sello discográfico  |
| ---- | --- | ------------------------------------ | ------------------- |
| 1954 | Maria Callas, Franco Corelli, Sordello, Nicola Rossi-Lemeni, Ebe Stignani                                           | Antonino Votto                       | GOP                 |
| 1969 | Leyla Gencer, Robleto Merolla, Renato Bruson, Agostino Ferrin, Franca Mattiucci                                     | Fernando Previtali                   | Memories            |
| 1991 | Rosalind Plowright, Francisco Araiza, Pierre Lefébvre, Arturo Cauli, Gisella Pasino                                 | Gustav Kuhn                          | Orfeo               |
| 1993 | Karen Huffstodt, Anthony Michaels-Moore, J. Patrick Raftery, Dimitri Kravakos, Denyce Graves                        | Riccardo Muti                        | Sony                |
| 2023 | Marina Rebeka, Stanislas De Barbeyrac, Tassis Christoyannis, Aude Extremo, Flemish Radio Choir, Les Talens Lyriques | Christophe Rousset                   | Palazzetto Bru Zane |